# Hyperaspis silvestrii
Hyperaspis silvestrii är en skalbaggsart som beskrevs av Julius Weise 1909. Hyperaspis silvestrii ingår i släktet Hyperaspis och familjen nyckelpigor. Inga underarter finns listade i Catalogue of Life.